# Церковь Святых Космы и Дамиана (Кремпна)

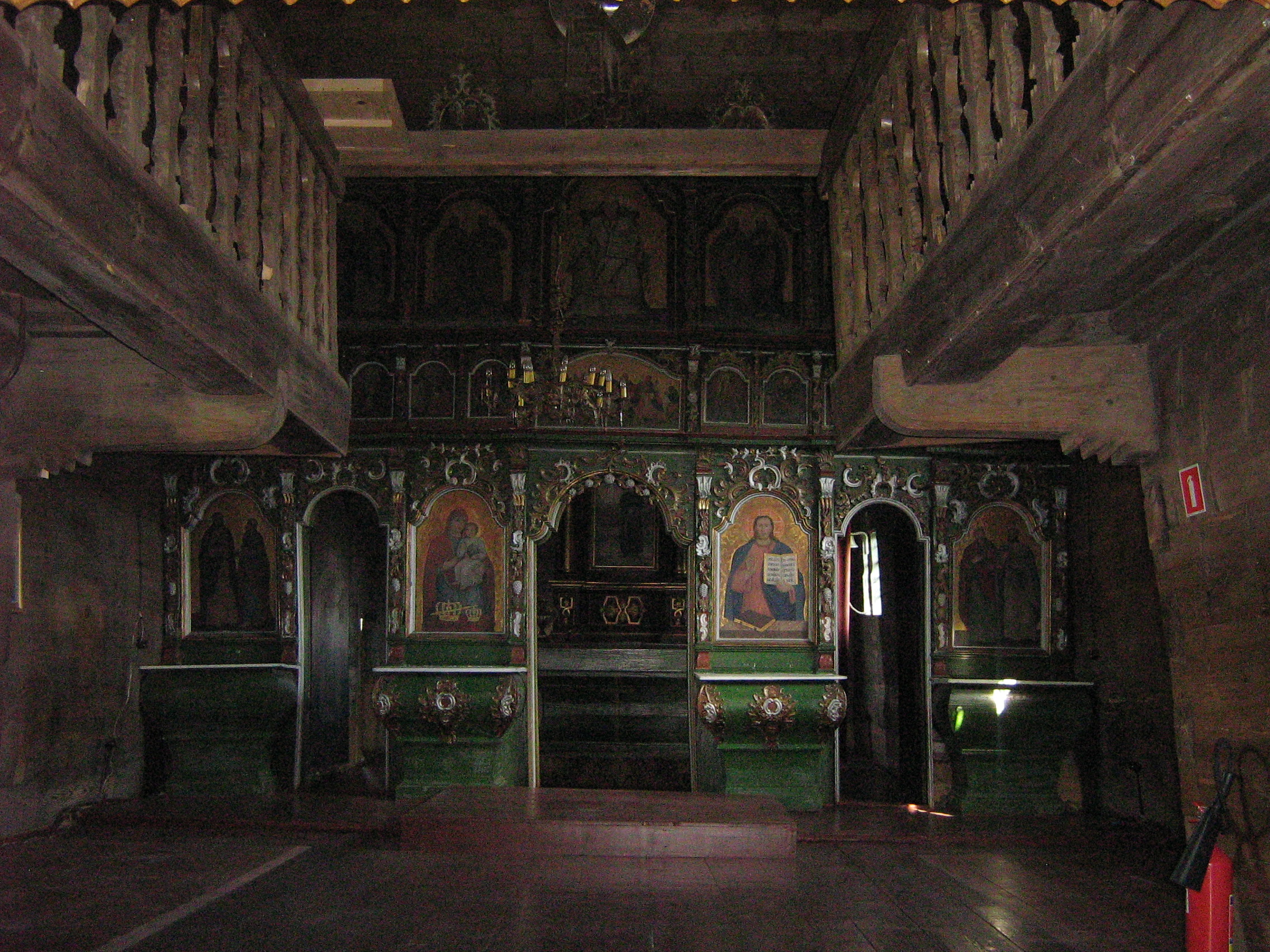
Иконостас храма

Церковь святых Космы и Дамиана (пол. Cerkiew śś. Kosmy i Damiana) — бывшая грекокатолическая церковь, находящаяся в селе Кремпна, гмина Кемпна, Ясленский повят, Подкарпатское воеводство. В настоящее время церковь принадлежит римско-католическому приходу святого Максимилиана Кольбе в Кемпне. Является одним из самых значимых храмов на западной Лемковщине. Историческо-архитектурный памятник Подкарпатского воеводства.

## История
Точная дата постройки храма не известна. На перекладине над атриумом указан 1778 год. Однако конструктивные особенности храма предполагают, что церковь была построена в конце XV — начале XVII века и поэтому цифра «1778» указывает только на возможный ремонт или восстановление в данном году. Известны точные даты ремонта храма, которые производились в 1893 и 1930 годах. Иконостас датируется 1835 годом.
С 1971 года церковь была переименована в церковь святого Максимилиана Кольбе и с 2004 года она является филиалом прихода святого Максимилиана Кольбе в Кремпне.
31 января 1985 года церковь включена в реестр охраняемых памятников Подкарпатского воеводства.